# XXI Cumbre del Grupo de Río
La XXI Reunión Cumbre del Grupo de Río se celebró en Riviera Maya, México, el 23 de febrero de 2010, en coincidencia con la II Cumbre de América Latina y el Caribe sobre Integración y Desarrollo. 

Las conclusiones y decisiones adoptadas se volcaron al documento titulado «Declaración de Cancún» del 23 de febrero de 2010.
En el documento se destaca la necesidad de fortalecer el diálogo la cooperación y la integración entre los estados, con el objeto de promover el crecimiento económico, el desarrollo sostenible, y la superación de las desigualdades sociales. Para el logro de esos objetivos se establecieron áreas de trabajo sobre:
- Cooperación entre los mecanismos regionales y subregionales de integración
- Asuntos Económicos
- Desarrollo Social
- Desarrollo Sostenible
- Derechos Humanos
- Asuntos de Seguridad
- Cooperación Sur – Sur

con énfasis en temáticas tratadas de modo específico como «Integración física en Infraestructura», «Programas sociales y erradicación del hambre y la pobreza», «Educación, salud y servicios públicos», «Migración», «Género», «Cambio climático», «Desastres Naturales» y «Problema Mundial de las Drogas», entre otras.